# Acacia caleyi
Acacia caleyi är en ärtväxtart som beskrevs av George Bentham. Acacia caleyi ingår i släktet akacior, och familjen ärtväxter. Inga underarter finns listade i Catalogue of Life.